# 亚当·哈米尔
阿當·占士·咸美爾（英語：Adam James Hammill，1988年1月25日—）是一名英格蘭職業足球員，司職翼鋒，出身利物浦青訓系統，現時效力英冠球會哈德斯菲尔德。

## 生平

### 球會
利物浦
咸美爾在利物浦市出生，並在利物浦青訓系統接受訓練，為青年隊及預備隊參賽表現出色後，終獲提升上一隊，但沒有機會為一隊上陣。他是2006年擊敗曼城贏得英格蘭足總青年盃的利物浦成員之一，同屆隊友有賀比斯、達比及史比寧等。
2007年1月18日咸美爾首次獲得機會外借汲取上陣經驗，加盟蘇超球隊鄧弗姆林直到球季結束，並與舊隊友卡拉姆·伍兹（Calum Woods）異地重逢，期間合共為球隊在聯賽及盃賽上陣18場，3月3日作客1-2負於些路迪為鄧弗姆林在完場前追回一球，是個人在職業聯賽首個入球；雖然鄧弗姆林以墊底成績來季降班蘇甲，但球隊卻先後淘汰格拉斯哥流浪、赫斯（衛冕冠軍）、巴特里及喜百年晉級蘇格蘭足總盃決賽，5月26日在咸普頓公園球場決賽對手正是已取得聯賽冠軍的些路迪，咸美爾正選上陣踢足全場，於完場前6分鐘才被對手攻入一球，以0-1敗陣屈居亞席。
2007年7月12日咸美爾被外借到英冠球會修咸頓一整個球季，8月11日主場對水晶宮首次後補上陣，期間合共在聯賽及盃賽上陣28場。
2008年7月18日咸美爾與利物浦續約三年後，隨即被外借到另一支英冠球隊黑池6個月汲取更多上陣機會，8月9日以正選身份首次披甲為「海邊人」（the Seasiders）上陣，主場0-1不敵布里斯托城；他在11月16日在主場布隆菲尔德路球场對普雷斯頓的「西蘭開夏打吡」（West Lancashire derby）為球隊先拔頭籌，是加盟以來首個入球，但最終仍以1-3落敗。期間合共在聯賽及盃賽上陣23場，於12月30日借用期滿後返回「紅軍」。
班士利
2009年2月1日，冬季轉會窗關閉前一天，咸美爾再被外借到另一支英冠球隊班士利直到球季結束，2月17日作客1-0擊敗錫周三，咸美爾在完場前10分鐘首次上陣，後補入替另一員借將迪蒙尼恩；球隊一直為護級而努力，而咸美爾亦逐漸奠定其在中場的領軍地位。5月3日聯賽煞科日，班士利作客對普利茅夫必須獲勝才可確保成功護級，開賽僅12分鐘主隊先拔頭籌，但咸美爾在34分鐘於25碼勁射破網扳平，而隊友贾梅尔·坎贝尔-里斯（Jamal Campbell-Ryce）下半場射入鎖定2-1勝局，由於已篤定降班的查爾頓擊敗護級對手诺里奇城，班士利來季得保英冠一席位。
由於表現出色，班士利希望新球季繼續借用咸美爾，而他自己亦表示長遠計，其未來將寄託在晏菲路球場。班士利向利物浦提出正式收購咸美爾，但利物浦表示要在季前訓練觀察才能作出決定。2009年8月6日班士利第二次的出價獲得利物浦接納，但列斯聯加入競爭，8月10日在新球季已展開及進行一場賽事後，咸美爾終於落實加盟班士利，簽約三年直到2012年屆滿，達到六位數字的轉會費沒有公佈確實金額。他翌日隨即為球隊在英格蘭聯賽盃第一圈上陣作客出戰林肯城。但球隊在錄得四連敗後於8月29日與領隊西蒙·戴维（Simon Davey）提前解約。9月15日作客出戰打比郡，咸美爾憑一記35碼「遠程砲」轟入球門右上角，射入正式加盟以來首個入球，兼協助球隊最終3-2獲勝，為新領隊马克·罗宾斯帶來首場勝仗。咸美爾效力的首個球季獲選為球會的年度最佳青年球員，而對打比郡的入球則成為年度金球。
2010/11年球季季初咸美爾的表現更為成熟，到10月底除交出5次助攻外，亦取得5個入球，其中2010年9月14日主場5-2大勝列斯聯一役，球隊所有入球均間接或直接與他有關連。據稱其合約的買斷金額僅為50萬英鎊，多支英超球隊的領隊均密切注意其表現，當中包括黑池、韋根、保頓、紐卡素及西布朗，以期冬季轉會窗重開後收歸旗下，但咸美爾表明無意離隊，並希望協助班士利爭取升班。
狼隊
2011年1月20日英超球會狼隊成功擊敗一眾對手羅致咸美爾，簽約三年半，轉會費沒有透露，但合約設有50萬英鎊解約條款。但咸美爾一直無法在隊中掙得正選席位，加盟一年多僅獲派上陣23場，於2012年3月1日被借用到英冠球會米杜士堡直到球季結束。
2012年8月31日，英冠球會哈特斯菲爾德獲另一英冠球會狼隊同意借用咸美爾至2013年1月。
哈特斯菲爾德
2013年6月25日，英冠球會哈特斯菲爾德向降落英甲作賽狼隊購入咸美爾，轉會費金額沒有透露，並與咸美爾簽約三年。

### 國家隊
咸美爾於2006年與當時的利物浦隊友克莱格·林德菲尔德（Craig Lindfield）及（Paul Anderson）一同獲徵召加入英格蘭U19，他於同年11月14日3-2擊敗瑞士U19中射入首個國際賽入球。
咸美爾獲提升上英格蘭U21，2011年3月28日主場1-2負於冰島首次披甲後補上陣。

## 榮譽
利物浦
- 英格蘭足總青年盃冠軍：2006年；

鄧弗姆林
- 蘇格蘭足總盃亞軍：2007年；

## 外部連結
- 足球数据库：阿當·咸美爾的球员统计数据
- 班士利官網簡歷